# Live in Finland
Live in Finland är ett livealbum från 1993 av jazzgitarristen Andreas Pettersson Trio & Putte Wickman. Det är Andreas första album under eget namn.

## Låtlista
1. Summertime (George Gershwin/Ira Gershwin/DuBose Heward) – 8:37
2. Stella by Starlight (Victor Young) – 8:35
3. How High the Moon (Morgan Lewis) – 8:32
4. Body and Soul (Edward Heyman/Robert Sour/Frank Eyton/Johnny Green) – 9:26
5. My Romance (Richard Rodgers/Lorenz Hart) – 9:39
6. Getting Close to You (Andreas Pettersson) – 8:18
7. Love for Sale (Cole Porter) – 7:30
8. Aja's Theme (Torrie Zito) – 5:19
9. There Will Never be Another You (Harry Warren/Mack Gordon) – 8:29

## Medverkande
- Andreas Pettersson – gitarr
- Jörgen Smeby – bas
- Martin Löfgren – trummor
- Putte Wickman – klarinett